# Antonio Pedrotti
Antonio Pedrotti (14. srpna 1901 – 15. května 1975 Trident), byl italský dirigent a skladatel.
Studoval na římské univerzitě dějiny literatury a v téže době i na konzervatoři kompozici u Ottorina Respighiho, u něhož absolvoval v roce 1924. Poté byl žákem Bernardina Molinariho a v období 1938-44 jako jeho asistent také dirigentem jednoho z nejproslulejších italských orchestrů, římského Orchestra dell'Accademia Nazionale di Santa Cecilia. 

Věnoval se v duchu rodinné tradice po desítky let zejména kulturnímu rozvoji severní Itálie. Byl šéfem orchestru tridentské filharmonie a ředitelem tridentské konzervatoře. Od roku 1960 byl dirigentem Haydnova orchestru v Bolzanu. Dirigoval také orchestr milánské Scaly, milánský l'Orchestra dell'Angelicum. Pravidelně hostoval v zahraničí (Rakousko, Československo, Švýcarsko, Anglie), spolupracoval s legendárními sólisty své doby (např. Arturo Benedetti Michelangeli, David Oistrach). Jako skladatel se věnoval především vokální hudbě. Od roku 1989 se na jeho počest v rodném Tridentu každoročně koná mezinárodní dirigentská soutěž "Concorso internazionale per Direttori d'Orchestra A. Pedrotti".
Důležitou roli sehrály v jeho profesionálním životě dlouhodobé kontakty s českými a slovenskými symfonickými orchestry a vokálními tělesy (např. Slovenskou filharmonií, rozhlasovým symfonickým orchestrem, Symfonickým orchestrem hlavního města Prahy FOK, Českým pěveckým sborem). Legendou se stala zejména jeho více než dvacetiletá spolupráce s Českou filharmonií, kterou s nesmírným ohlasem u hráčů i publika poprvé dirigoval v březnu roku 1950. V roce 1953 vystoupil s Českou filharmonií se stejným úspěchem poprvé na festivalu Pražské jaro. V návaznosti na tento koncert se uskutečnilo vůbec první živé vysílání symfonické hudby ze studia nově vzniklé Československé televize. Během následujících dvaceti let spolupracoval Pedrotti s Českou filharmonií více než čtyřicetkrát - ve srovnání s ostatními zahraničními dirigenty tedy nejčastěji - a uskutečnil s ní také ze všech zahraničních hostů největší počet gramofonových nahrávek (téměř dvacet jen pro Supraphon). Dirigoval tento orchestr i v zahraničí, naposledy během švýcarského turné v roce 1969.
Zaměřoval se zejména na skladby orchestru dosud neznámé a obohatil repertoár a především diskografii České filharmonie o desítky premiér. Skvěle rozuměl francouzským impresionistům, událostí se ale stala i filharmonická premiéra Verdiho Rekviem, první filharmonická nahrávka Mahlerových Písní potulného tovaryše, Musorgského Kartinki, uvedení dosud málo známých kompozic Bartóka, Stravinského, Corelliho, Palestriny, Frescobaldiho, Vivaldiho, Respighiho, Schumanna, Brahmse a dalších. Precizní analytickou přípravou orchestru, dokonalou znalostí partitury, ale i svým reflexivním intelektem, kultivovaností a neobyčejnou hudební imaginací Pedrotti zároveň navázal na talichovskou tradici a významně spoluutvářel kvality, kterými se Česká filharmonie stala jedním z předních světových orchestrů.